# Ofena
Ofena est une commune de la province de L'Aquila dans la région Abruzzes en Italie.

## Administration
| Période                                  | Période  | Identité          | Étiquette | Qualité |
| ---------------------------------------- | -------- | ----------------- | --------- | ------- |
| 30 mai 2006                              | En cours | Anna Rita Coletti |           |         |
| Les données manquantes sont à compléter. |          |                   |           |         |

### Hameaux
Cappuccini, Frasca, Volpe

### Communes limitrophes
Calascio, Capestrano, Carpineto della Nora (PE), Castel del Monte, Castelvecchio Calvisio, Civitella Casanova (PE), Farindola (PE), Villa Celiera (PE), Villa Santa Lucia degli Abruzzi